# Solsemhula

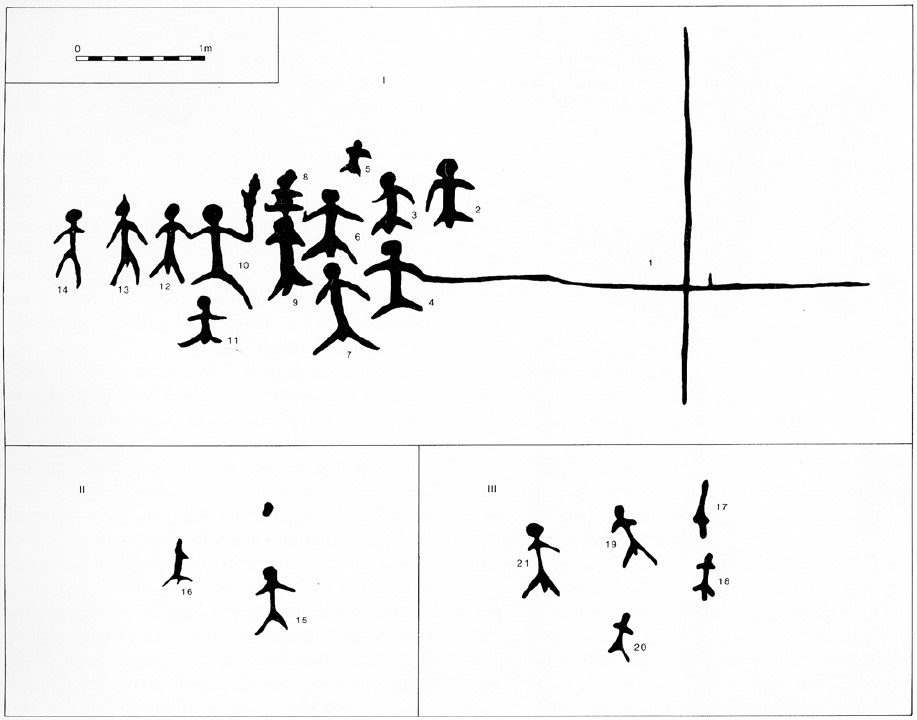
Höhlenmalereien in der Solsemhula

Solsemhula ist eine Höhle im Südwesten der Insel Leka in der Kommune Leka in Trøndelag, Norwegen. Die Höhle ist bekannt für die 1912 entdeckten Höhlenmalereien, die lange Zeit die einzigen bekannten Höhlenmalereien in Norwegen waren.
An den Höhlenwänden sind über 20 gemalte Figuren zu sehen. Die Hauptgruppe besteht aus 13 menschlichen Figuren links neben einem großen Kreuz. Es wird angenommen, dass die Bilder entweder eine Form von rituellem Tanz darstellen oder dass es sich bei den Figuren um Abbildungen der Menschen oder Mächte handelt, die im Felsen lebten bzw. leben sollten.

## Die Höhle und ihre Erforschung

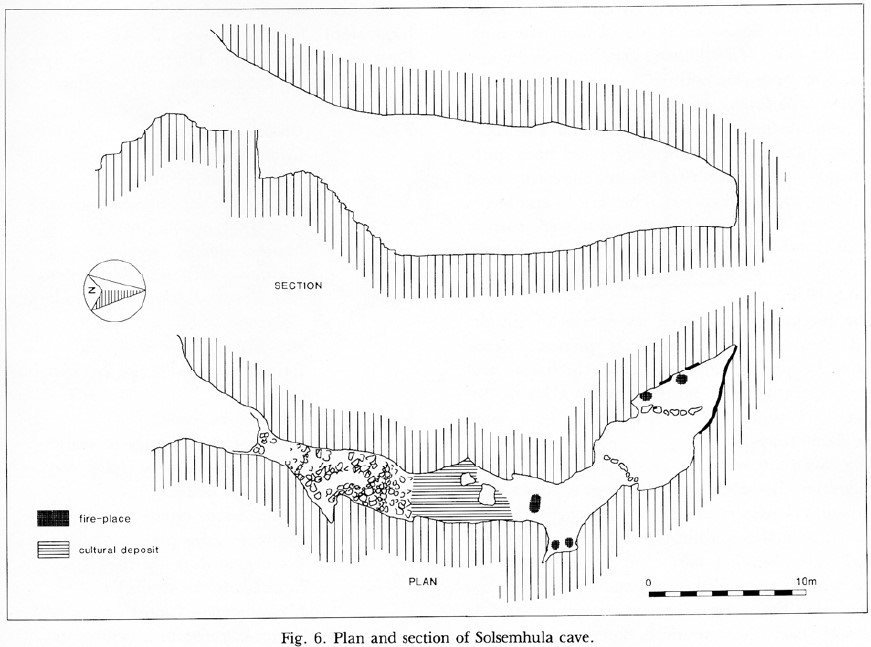
Plan und Schnitt der Höhle. Die Solsem-Höhle ist einzigartig in Skandinavien, da sie sowohl ein Ort für Höhlenmalereien ist als auch über eine Kulturschicht verfügt.

Die Höhle ist durch eine Verwerfung im Gestein entstanden, die weiter durch Wasser und Kieselsteine geformt wurde. Solsemhula ist nur 40 m tief, aber da die Höhle zweimal die Richtung wechselt, ist es im Inneren dunkel. Die Höhlenöffnung ist 3 m breit und liegt nach Südwesten, mit Blick auf das Dorf Solsemgrenda.
Am 3. Mai 1912 wurde die Höhle von drei jungen Männern aus dem Dorf besucht. Sie brachten Seile, Leitern und Laternen mit, um ihr Inneres zu erkunden. Der Archäologe Theodor Petersen vom Universitätsmuseum Drontsheims besuchte die Fundstelle im Juli desselben Jahres. Eine genauere Untersuchung wurde 1913 von Petersen und dem Architekten Claus Hjelte durchgeführt. 1914 schrieb Petersen den ersten Bericht über den Fund in einer Festschrift zu Ehren seines Kollegen Karl Ditlev Rygh.
Nach Petersen und Hjelte wurde die Höhle 1916 von dem schwedischen Archäologen Gustaf Hallström und 1935 vom norwegischen Archäologen Gutorm Gjessing weiter untersucht. Professor Kalle Sognnes vom NTNU Universitätsmuseum und Terje Norsted vom Norwegischen Institut für Kulturerbe-Forschung (NIKU) haben die Höhle in jüngster Zeit erforscht.

## Die Figuren und andere Funde in der Höhle

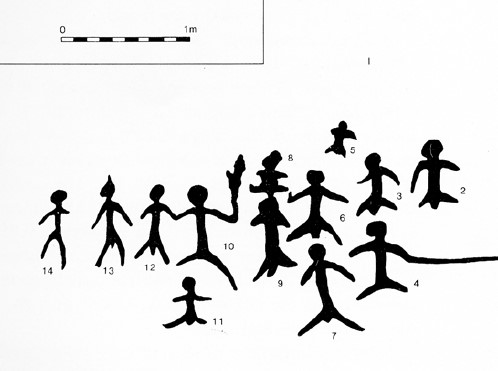

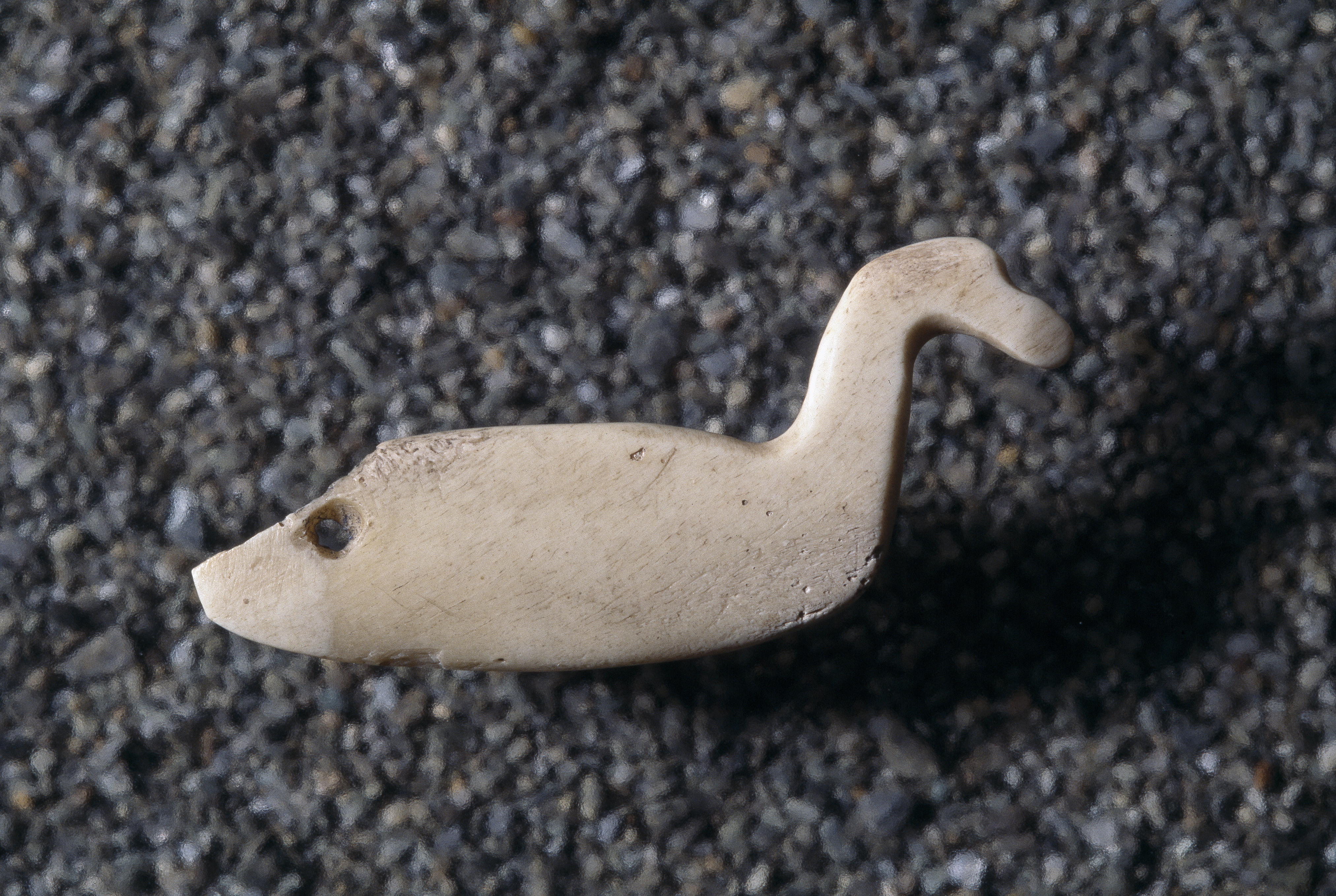
Der Riesenalk ist eine 5 cm große vogelförmige Knochenfigur, die einst als das schönste Kunstwerk aus dem prähistorischen Norwegen galt.

Die Hauptgruppe besteht aus 13–14 menschlichen Figuren links von einem großen Kreuz. Die Figuren sind zwischen 30 und 100 cm groß. Eine dieser mutmaßlich menschlichen Figuren wird auch als Keule oder als Fackel gedeutet. Zudem werden mehrere der Figuren als „phallisch“ beschrieben, d. h. mit einem markanten Penis.
Alle Figuren in der Höhle sind mit roter Farbe an die Felswand gemalt. Die Farbe wurde mit Eisenoxiden hergestellt, die wahrscheinlich mit Wasser vermischt wurden.
In der Mitte der Höhle wurde eine 10–20 cm dicke Kulturschicht gefunden, die Holzkohle, Tierknochen und die Überreste von Muscheln und Schnecken enthält. Zu den Knochen gehören die Knochen von Kabeljau, Plattfisch, Hering, mehreren Robbenarten und einer Reihe von Vogelarten: Mantelmöwe, Moorschneehuhn, Trottellumme, Riesenalk (ausgerottet), Zwergsäger, Seeadler, Habicht und Felsentaube. Diese Ansammlung von Tierknochen deutet auf eine Kultur hin, die vom Fischfang und der Jagd sowohl auf dem Meer als auch an der Küste lebte. Das Knochenmaterial enthält auch die Überreste von Rindern, Schafen, Ziegen und Pferden. Das sind Tiere, die mit dem norwegischen Jungsteinzeitalter („bondesteinalder“) und den darauf folgenden Perioden in Verbindung gebracht werden.
Es wurden einige kulturelle Artefakte bzw. von Menschenhand geschaffene Gegenstände aus Stein und Knochen gefunden: eine 5 cm lange Vogelfigur, die eine Ente oder einen Riesenalk darstellt, ein 9 cm langes Harpunenteil aus Knochen/Geweih, ein Tierknochen, in den ein menschliches Gesicht eingearbeitet wurde, und der Knochen einer Möwe, der möglicherweise als Flöte oder Pfeife verwendet wurde.

## Deutung und Datierung
Theodor Petersen beschreibt die Höhle als einen Siedlungsplatz, an dem auch magische Rituale stattfanden. Andere Wissenschaftler sind überwiegend der Meinung, dass die Höhle kein gewöhnlicher Siedlungsplatz gewesen sein kann und dass sie ausschließlich für Rituale und Zeremonien genutzt wurde.
Gjessing betrachtet sowohl die Malereien als auch die Artefakte als „Überreste eines religiösen oder magischen Kultes“. Professor Anders Hagen interpretiert die Malereien als Darstellung „ritueller kommunaler Tänze“ und vermutet, dass die Höhle für „geheime Rituale“ genutzt wurde. Auch Professor Sverre Marstrander betont die Funktion der Höhle als Veranstaltungsort für Zeremonien im Zusammenhang mit der Jagdmagie. In einem Überblick über Höhlenmalereien in Norwegen schreibt Hein Bjartmann Bjerck, dass man alles in der Höhle als ein Ganzes und als einen rituellen Ort betrachten müsse.
Professor Kalle Sognnes betrachtet Solsemhula als Versammlungsort für eine „ausgewählte kleine Gruppe von Menschen, die [...] Fähigkeiten und Kräfte besaßen, die es ihnen ermöglichten, nicht-menschlichen Wesen in dieser unterirdischen Anderswelt zu begegnen“. Er bezieht sich dabei auf die Vorstellung der Hierophanie des rumänischen Religionshistorikers Mircea Eliade. Eine Hierophanie ist ein Ort, an dem sich das Heilige offenbart. Sognnes vermutet, dass die Höhlenmalereien entweder eine Form des rituellen Tanzes darstellen, der von den Höhlenbewohnern ausgeführt wurde, oder dass es sich bei den Figuren um Darstellungen von Menschen oder Kräften handelt, die den Felsen bewohnen.
Die Höhle wurde mehr als fünfzehnhundert Jahre lang als Versammlungsort genutzt. Radiokarbondatierung des Knochenmaterials ergibt Daten aus der frühen Bronzezeit (1600 v. Chr.), der späten Bronzezeit (800 und 600 v. Chr.) und der vorrömischen Eisenzeit (250 v. Chr.).
Da in Solsemhula die ersten Höhlenmalereien in Norwegen gefundenen wurden, wird die Höhle häufig bei Diskussionen über andere Höhlenmalereien in Norwegen erwähnt. Alle bisher bekannten norwegischen Höhlenmalereien befinden sich an der Küste zwischen Namdalen und den Lofoten. Fingalshula in Nærøysund wurde 1961 entdeckt und liegt nur 10 Kilometer von Solsemhula entfernt.

## Siehe auch

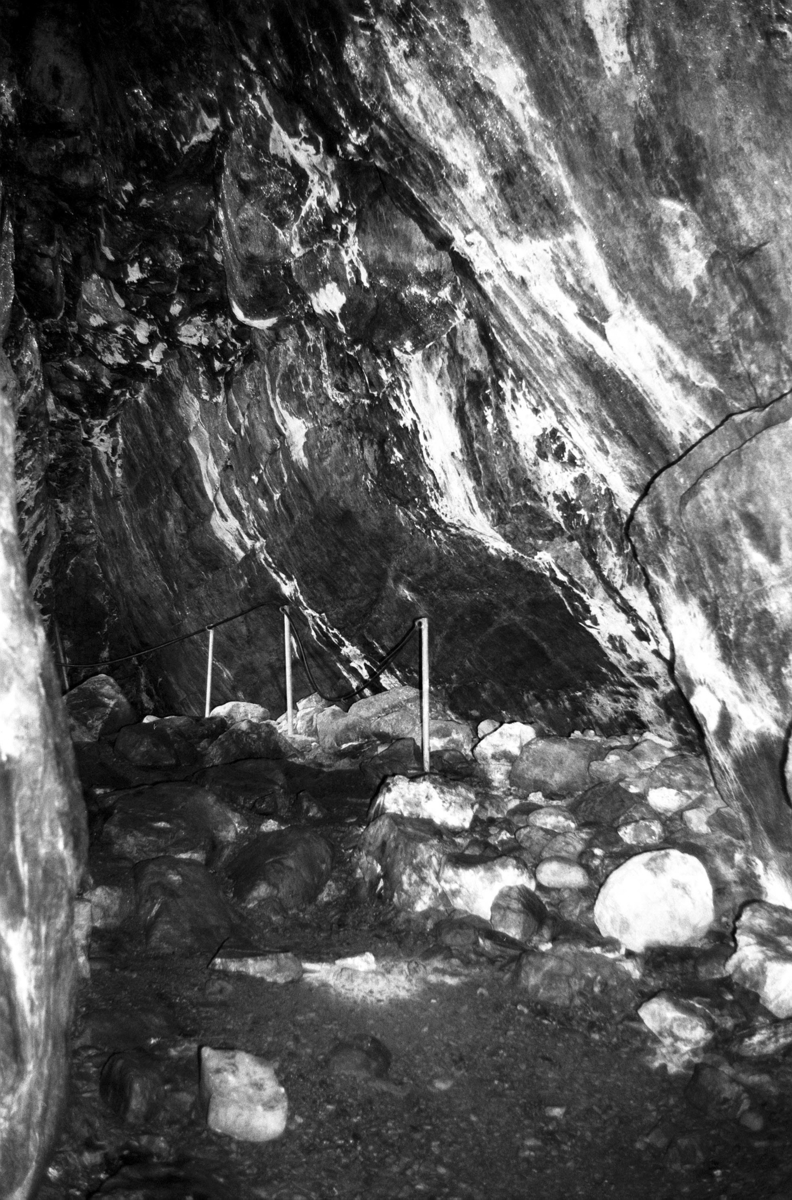
Solsemhula